# Handerla Ferenc
Handerla Ferenc (Franciscus Handerla, Nagyszombat, 1745. október 1. – Buda, 1783. február 20.) bölcseleti doktor, egyetemi tanár.

## Élete
A gimnáziumot Nagyszombatban és Pozsonyban, a bölcseletet mint növendékpap Budán, a teológiát 1766-tól Bécsben végezte. 1770-ben miséspapnak szentelték föl az esztergomi főegyházmegyében. Tanulmányi felügyelő volt a budai Széchényi papnevelőben; 1773-tól tanította a logikát és metafizikát az egyetemen Nagyszombatban és Budán.

## Munkái
- Panegyricus divo Francisco Xaverio dictus. Budae. 1778. (Oratore Steph. Végh, acad. reg. Theres. convictore, philos. II. audit.)
- Elementa artis cogitandi in usum gymnasiorum et scholarum grammaticarum per regnum Hungariae, et provincias eidem adnexas. Budae, 1778.
- Historia critica literaria philosophiae in usum auditorum suorum concinnata. Budae, 1782.
- Institutiones logicae in usum academiarum regiarum per regnum Hungariae, et provincias eidem adnexas. Budae, 1782.